# Акт независимости Тринидада и Тобаго
Акт независимости Тринидада и Тобаго 1962 (англ. Trinidad and Tobago Independence Act 1962) — закон парламента Соединённого королевства, гарантировавший независимость бывшей британской колонии Тринидад и Тобаго с 31 августа 1962 года. Также закон предусматривает вступление в силу Конституции Тринидада и Тобаго.

## История
Билль о независимости Тринидада и Тобаго был представлен в Палате общин министром колоний Великобритании Реджинальдом Модлингом 4 июля 1962 года и был принят в третьем чтении 6 июля без изменений.
Дальше билль был представлен Палате лордов 9 июля и был прочитан Джорджем Петти-Фицморисом, 8-м маркизом Лансдауном 16 июля. Закон был принят без изменений и в Палате лордов 26 июля 1962 года.
1 августа 1962 года закон получил королевскую санкцию, и был опубликован в The London Gazette 3 августа 1962 года.